# 광주 운림동 석실고분
광주 운림동 석실고분(光州 雲林洞 石室古墳)은 광주광역시 동구 운림동에 있는, 무등산 장원봉의 동남쪽으로 비탈진 곳에 위치한 무덤들이다. 1989년 3월 20일 광주광역시의 문화재자료 제9호로 지정되었다.

## 개요
무등산 장원봉의 동남쪽으로 비탈진 곳에 위치한 무덤들이다.
모두 6개의 무덤이 있으나 널(관)을 넣었던 돌방(석실)이 완전히 드러난 것은 2기 뿐이다. 1호와 2호 무덤은 유사한 구조를 가지고 있는데, 바닥은 얇은 판돌들을 물이 잘 빠지도록 이중으로 깔고, 가장 밑바닥은 회갈색의 단단한 진흙을 냇돌과 섞어 기초를 다졌다. 올라가면서 무덤방의 너비를 줄인 후 정상부에 2매의 뚜껑돌을 올려 그 무게로 동서벽을 유지하게 한 맞조림식 돌방무덤이다.
운림동 돌방무덤은 이 고장의 백제사 연구가 문헌상 어려운 실정에서, 이 지방에서 보기드문 백제식 돌방무덤의 출토로 고고학 연구에 중요한 자료가 된다.

## 참고 자료
- 운림동석실고분 - 국가유산청 국가유산포털